# Endmoor
Endmoor – wieś w Anglii, w Kumbrii, w dystrykcie (unitary authority) Westmorland and Furness, w civil parish Preston Richard. Leży 72 km na południe od miasta Carlisle i 351 km na północny zachód od Londynu. W 2015 miejscowość liczyła 637 mieszkańców.